# Eparchia di Supraśl
L'eparchia di Supraśl (in latino: Eparchia Suprasliensis Ruthenorum) è stata una sede della Chiesa cattolica di rito bizantino.

## Territorio
L'eparchia comprendeva i cattolici di rito bizantino della Prussia.
Sede eparchiale era la città di Supraśl, dove fungeva da cattedrale la chiesa abbaziale dell'Annunciazione della Beata Vergine Maria e di San Giovanni Battista.

## Storia
L'eparchia fu eretta dalle autorità prussiane nel gennaio del 1797, con quella parte dei territori dell'eparchia di Brėst e dell'arcieparchia di Kiev che dopo la terza spartizione della Polonia vennero a trovarsi in territorio prussiano.
La nuova diocesi uniate fu riconosciuta dalla Santa Sede il 6 marzo 1798 con la bolla Susceptam a Nobis di papa Pio VI, che istituì anche il capitolo della cattedrale, composto di un prevosto e quattro canonici; e confermata dallo stesso pontefice il 27 marzo 1799 con la bolla Apostolicum officium, con la quale il papa dette l'istituzione canonica alla nomina del primo vescovo, Teodozy Wisłocki. L'eparchia era immediatamente soggetta alla Santa Sede.
L'eparca Mikołaj Duchnowski fondò il seminario diocesano.
In seguito alla convenzione di Bartenstein (aprile 1807) e alla pace di Tilsit (luglio 1807), il territorio di Supraśl fu annesso all'impero russo; l'eparchia fu soppressa il 14 febbraio 1809 con un editto dello zar ed il suo territorio annesso a quello dell'eparchia di Brest. Il vescovo Leon Ludwik Jaworowski, eletto ma mai confermato da Roma, fu nominato ausiliare dell'eparca Jozafat Bułhak di Brest.

## Cronotassi dei vescovi
- Teodozy Wisłocki, O.S.B.M. † (27 marzo 1799 - 18 maggio 1801 deceduto)
- Mikołaj Duchnowski † (16 maggio 1803 - 25 giugno 1805 deceduto)
  - Leon Ludwik Jaworowski † (1807 - 14 febbraio 1809 nominato eparca ausiliare di Brest[2]) (eparca eletto)